# D-Drifters-5
The D-Drifters-5 (також називався D Drifters 5, D-Drifters 5 або просто D Drifters, D-Drifters або Ddrifters  ) — українсько-канадський рок-ансамбль з Вінніпегу, Манітоба, Канада. Активний у 1960-х роках, але також і в наступні десятиліття.  Частина їхньої музики включала україномовні кавер-версії англомовних рок-пісень таких гуртів, як The Beatles.   Їхня музика вплинула на українсько-канадський гурт «Рушничок». 

## Учасники гурту
- Майк Клим — ударні [2]
- Тоні Романишин - гітара [2]
- Йогі Клос - скрипка [2]
- Дейв Романишин (Роман) - акордеон/кордовокс [2]
- Енді Полоніскі [1]

## Дискографія
Вони випустили вісім альбомів, у тому числі 1964 Ukrainian Country Music, 1964 On Tour, 1965 D-Drifters 5 Sing and Play at Ukrainian Concert, 1965 D-Drifters-5 Play Ukrainian Dance Favorites, 1965 The D-Drifters-5 Sing And Play Beatles Songs And Other Top English Hits In Ukrainian, 1973 D-Drifters Polka 'N' Fun, D-Drifters Southbound та 2002 Ddrifters Celebration.   

## Пізні роки
Антон «Тоні» Романишин, гітарист, 1945 року народження, помер у 2012 році 
Ігор «Йогі» Клос, скрипаль, 1944 року народження, помер у 2013 році 
У 2022 році помер Давид Романишин (Дейв Роман), акордеоніст, керівник гурту, 1944 р.н. 

## Дивись також
- Українська народна музика
- українські канадці